# 阿尔泰斯勒维维耶
阿尔泰斯勒维维耶（法語：Artaise-le-Vivier，法語發音：[aʁtɛz lə vivje]）是法国大東部大區阿登省的一个市镇，属于色当区。

## 地理
阿尔泰斯勒维维耶（49°34'1"N, 4°53'24"E）面积8.47 平方千米，位于法国大東部大區阿登省，该省份为法国北部内陆省份，西接埃纳省，南至马恩省，东临默兹省，北与比利时接壤。
与阿尔泰斯勒维维耶接壤的市镇（或旧市镇、城区）包括：迈松塞勒和维莱尔、拉讷维尔阿迈尔、斯托讷、谢姆里-谢埃里、塔奈-勒蒙迪约。

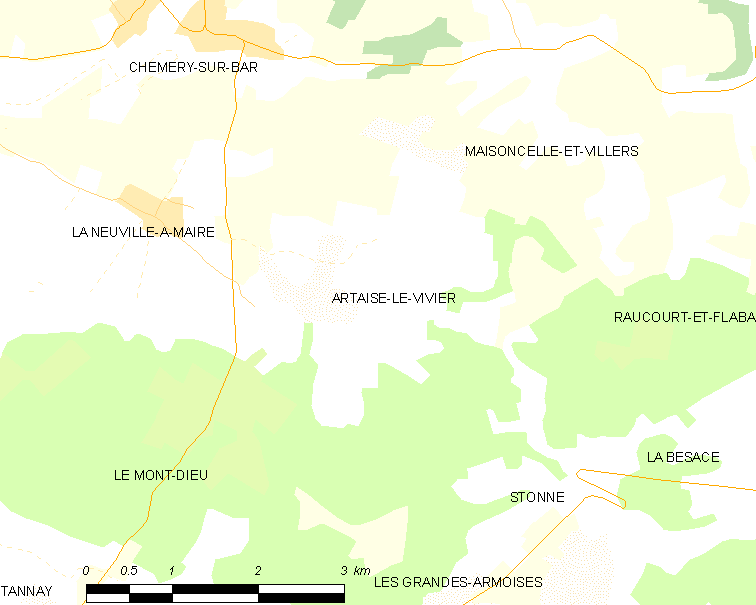
阿尔泰斯勒维维耶的OSM定位图

阿尔泰斯勒维维耶的时区为UTC+01:00、UTC+02:00（夏令时）。

## 行政
阿尔泰斯勒维维耶的邮政编码为08390，INSEE市镇编码为08023。

## 政治
阿尔泰斯勒维维耶所属的省级选区为武济耶县。

## 人口

1962-2008年间阿尔泰斯勒维维耶人口变化图示

阿尔泰斯勒维维耶于2022年1月1日时的人口数量为64人。